# Legazpia polygonoides
Legazpia polygonoides är en tvåhjärtbladig växtart som först beskrevs av George Bentham, och fick sitt nu gällande namn av Takasi Takashi Yamazaki. Legazpia polygonoides ingår i släktet Legazpia och familjen Linderniaceae. Inga underarter finns listade i Catalogue of Life.